# آفونسو بیتو
	آفونسو بیتو (انگلیسی: Affonso Beato؛ زادهٔ ۱۳ ژوئیهٔ ۱۹۴۱) یک مدیر فیلم‌برداری اهل برزیل است.